# 隆代克-茲德魯伊

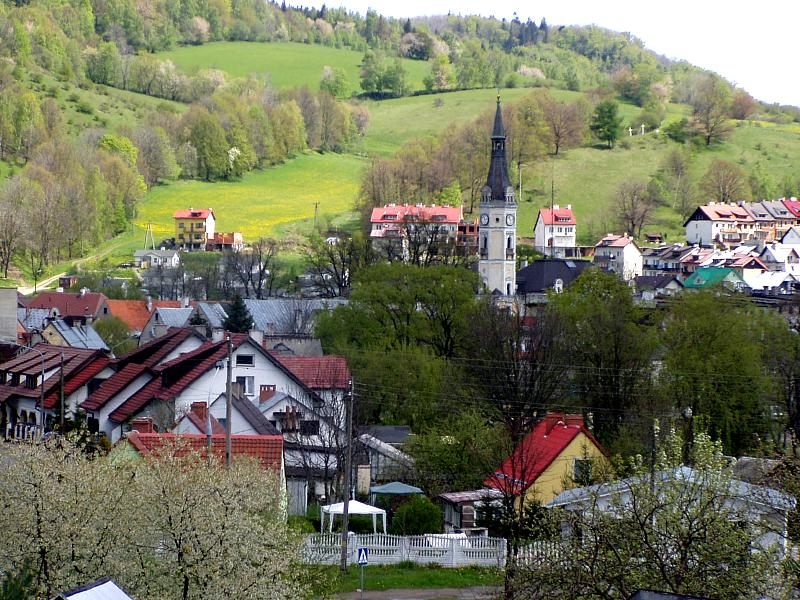

隆代克-茲德魯伊是波蘭的城鎮，位於該國西南部，毗鄰與捷克接壤的邊境，距離首府弗罗茨瓦夫88公里，由下西里西亞省負責管轄，面積20.32平方公里，最高點海拔480米，2006年人口6,181。

## 外部連結
- Jewish Community in Lądek-Zdrój （页面存档备份，存于） on Virtual Shtetl

50°20′37″N 16°52′47″E / 50.34361°N 16.87972°E